# Lepidostoma
Lecariocalyx  es un género de plantas con flores perteneciente a la familia de las rubiáceas. Incluye una sola especie: Lepidostoma polythyrsum Bremek. (1940).
Es nativo de Sumatra.